# Gustav Schacht
Gustav Schacht (* 1875; † 14. November 1922) war ein deutscher Manager in der Papierindustrie. Als Autor beschäftigte sich Schacht mit der Geschichte der Papiermacher, vor allem in Mitteldeutschland.

## Leben
Schacht schloss sich während seines Studiums der Burschenschaft Vandalia Charlottenburg und später auch der 1911 gegründeten Burschenschaft Rhenania Halle im ADB an.
Er wurde im Juni 1907 in den Deutschen Buchgewerbeverein aufgenommen. In seinem Leipziger Verlag gab er ab 1909 das von 160 beteiligten Mitarbeitern verfasste Handlexikon für die Papier-Industrie und das Buchgewerbe heraus.
Am 15. Januar 1909 wurde der aus Altdamm stammende Schacht Direktor der Rathsdamnitzer Papierfabrik AG. Nach Anstiegen bei Lohnkosten und Materialpreisen konnte das Unternehmen trotz gesteigerter Produktion längere Zeit keinen Gewinn erwirtschaften, sodass es 1912 Konkurs anmelden musste. Ein an mehreren Stellen ausgebrochenes Feuer – aufgrund der Umstände wurde Brandstiftung vermutet – verursachte Schäden, sodass der von der Varziner Papierfabrik AG gezahlte Kaufspreis letztlich unter den Kosten für die 1905 beschaffte Papiermaschine lag. Über die Geschichte der Rathsdamnitzer Papierfabrik veröffentlichte Schacht 1911 einen Aufsatz im Wochenblatt für Papierfabrikation, der auch als Sonderdruck erschien.

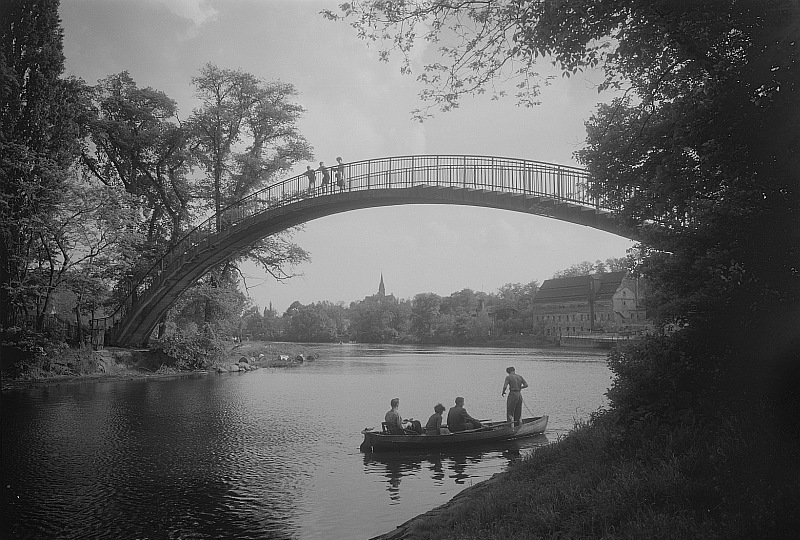
Forstwerderbrücke, rechts dahinter einige Gebäude des Kröllwitzer Fabrikgeländes

Später war Schacht Direktor der Kröllwitzer Aktien-Papierfabrik in Halle (Saale). Diese ging zurück auf eine ältere Papiermühle, die von 1718 bis 1878 anfangs in Pacht und später im Besitz der mitteldeutschen Papiermacherfamilie Keferstein (unter anderem Albrecht Ludwig Keferstein) war. Im Oktober 1915 berichtete er mittels Postkarte aus der Champagne an den Zeitungsverleger Carl Hofmann von seiner Beförderung zum Leutnant der Landwehr (bei der Schweren Reserve-Proviant-Kolonne 11, 7. Reserve-Division, Westen).
Gustav Schacht, der im November 1922 mit 47 Jahren an einem „tückischen Leiden“ verstarb, war bis dahin auch Mitglied des Vereins der Zellstoff- und Papier-Chemiker und Ingenieure, dessen Interessen Schacht „stets warm […] vertreten habe“.

## Schriften
- als Herausgeber: Handlexikon für die Papier-Industrie und das Buchgewerbe. Leipzig 1909 f. OCLC 33134006
- Geschichte und Entwicklung der Papierfabrik zu Raths-Damnitz. In: Wochenblatt für Papierfabrikation (ISSN 0043-7131), 42. Jahrgang 1911, Nr. 16, S. 1435–1438 und Nr. 19, S. 1613–1616. (Auch als Sonderdruck veröffentlicht)
- Die Papiere und Wasserzeichen des XIV. Jahrhunderts im Hauptstaatsarchiv zu Dresden. In: Wochenblatt für Papierfabrikation, 42. Jahrgang 1911, S. 2127–2137.
- Meister der Wasserzeichenkunde. In: Wochenblatt für Papierfabrikation, 57. Jahrgang 1926, Nr. 52, S. 1463–1464.
- Antons Werdegang und andere Geschichten in Wort und Bild. Seinen lieben Freunden gewidmet. Gebauer-Schwetschke, Halle (Saale) 1921.